# ريفرسفيل
ريفرسفيل (بالألمانية: Rifferswil) هي إحدى بلديات مقاطعة أفولتن في كانتون زيورخ بسويسرا. تُقدر مساحتها ب6.50 كيلومتر مربع، ويبلغ عدد سكانها 1103 نسمة (حسب إحصاءات ديسمبر 2017).